# Муи (кантон)
Муи (фр. Mouy) — кантон во Франции, находится в регионе О-де-Франс, департамент Уаза. Расположен на территории двух округов: двадцать одна коммуна входит в состав округа Бове, четырнадцать — в состав округа Клермон.

## История
До 2015 года в состав кантона входили коммуны: Анжи, Ансак, Бюри, Камброн-ле-Клермон, Муи, Нейи-су-Клермон, Онденвиль, Руселуа, Сен-Феликс, Тюри-су-Клермон, Эй.
В результате реформы 2015 года   состав кантона был изменен. В его состав вошел упраздненный кантон Нивиллер и отдельные коммуны кантона Клермон.

## Состав кантона с 22 марта 2015 года
В состав кантона входят коммуны (население по данным Национального института статистики за 2018 г.):
- Анжи (1 161 чел.)
- Ансак (275 чел.)
- Байёль-сюр-Терен (2 247 чел.)
- Бонлье (475 чел.)
- Брель (4 051 чел.)
- Бюри (2 966 чел.)
- Велен (242 чел.)
- Вердерель-ле-Сокёз (738 чел.)
- Гиньекур (381 чел.)
- Жувиньи (315 чел.)
- Камброн-ле-Клермон (1 167 чел.)
- Ла-Нёвиль-ан-Эз (961 чел.)
- Ла-Рю-Сен-Пьер (819 чел.)
- Лаверсин (1 175 чел.)
- Лафре (367 чел.)
- Ле-Фе-Сен-Кантен (523 чел.)
- Лиц (360 чел.)
- Мезонсель-Сен-Пьер (164 чел.)
- Муи (5 255 чел.)
- Нейи-су-Клермон (1 659 чел.)
- Нивиллер (188 чел.)
- Одивиллер (801 чел.)
- Онденвиль (718 чел.)
- Ороэр (556 чел.)
- Ремерангль (217 чел.)
- Роши-Конде (988 чел.)
- Сен-Феликс (626 чел.)
- Тердон (1 065 чел.)
- Тийе (1 201 чел.)
- Труасерё (1 268 чел.)
- Тюри-су-Клермон (674 чел.)
- Фонтен-Сен-Люсьян (172 чел.)
- Фукероль (282 чел.)
- Эй (624 чел.)
- Эрм (2 504 чел.)

## Политика
На президентских выборах 2022 г. жители кантона отдали в 1-м туре Марин Ле Пен 38,9 % голосов против 22,6 % у Эмманюэля Макрона и 14,8 % у Жана-Люка Меланшона; во 2-м туре в кантоне победила Ле Пен, получившая 60,0 % голосов. (2017 год. 1 тур: Марин Ле Пен – 37,9 %, Эмманюэль Макрон – 17,1 %, Жан-Люк Меланшон – 16,7 %, Франсуа Фийон – 14,8 %; 2 тур: Ле Пен – 55,4 %. 2012 год. 1 тур: Марин Ле Пен – 30,0 %, Николя Саркози – 24,3 %, Франсуа Олланд – 22,6 %; 2 тур: Саркози – 53,6 %).
С 2015 года кантон в Совете департамента Уаза представляют сенатор Оливье Пакко (Olivier Paccaud) и вице-мэр города Брель Анн Фюмери (Anne Fumery) (оба – Разные правые).
|                | Кандидаты                     | Партия                   | Первый тур | Первый тур     | Второй тур | Второй тур |
| Кол-во голосов | Кандидаты                     | Партия                   | % голосов  | Кол-во голосов | % голосов  |            |
| -------------- | ----------------------------- | ------------------------ | ---------- | -------------- | ---------- | ---------- |
|                | Оливье Пакко Анн Фюмери       | Разные правые            | 4 992      | 56,05          | 6 079      | 70,64      |
|                | Стефан Мансьон Каролина Пикар | Национальное объединение | 2 345      | 26,33          | 2 527      | 29,36      |
|                | Каролина Бес Салим Лтеф       | Левый блок               | 1 569      | 17,62          |            |            |

|                | Кандидаты                  | Партия             | Первый тур | Первый тур     | Второй тур | Второй тур |
| Кол-во голосов | Кандидаты                  | Партия             | % голосов  | Кол-во голосов | % голосов  |            |
| -------------- | -------------------------- | ------------------ | ---------- | -------------- | ---------- | ---------- |
|                | Оливье Пакко Анн Фюмери    | Правый блок        | 4 532      | 29,46          | 5 808      | 36,45      |
|                | Андре Фушар Жаклин Крепен  | Национальный фронт | 5 450      | 35,42          | 5 563      | 34,92      |
|                | Анн-Клер Делафонтен Ив Ром | Левый блок         | 4 141      | 26,91          | 4 561      | 28,63      |
|                | Жиль Метте Сильви Пен      | Разные левые       | 1 007      | 6,54           |            |            |
|                | Эрик Берламон Амели Томин  | Разные левые       | 256        | 1,66           |            |            |

|  | Кандидат            | Партия                  | % голосов |
|  | ------------------- | ----------------------- | --------- |
|  | Анн-Клер Делафонтен | Социалистическая партия | 53,71     |
|  | Андре Фушар         | Национальный фронт      | 46,29     |

|  | Кандидат            | Партия                    | % голосов |
|  | ------------------- | ------------------------- | --------- |
|  | Анн-Клер Делафонтен | Социалистическая партия   | 39,99     |
|  | Эдуар Куртьяль      | Союз за народное движение | 36,19     |
|  | Андре Фушар         | Национальный фронт        | 23,81     |